# 整體攻擊指數
整體攻擊指數，又稱上壘加長打率（英語：OPS, On-base Plus Slugging），是棒球統計裡，上壘率（OBP）與長打率（SLG）的總和。在這個數據裡，一位擊球員的上壘與長打能力被加在一起衡量，代表他的攻擊能力。一位OPS在0.900以上的球員，通常代表他擁有極佳的攻擊能力。在這個數據排行榜的前幾名球員，通常擁有超過1.000的OPS。
由於每個聯盟或聯賽的狀況不同，可能有投手較具優勢或打者較具優勢的情況。因此如果要讓球員個人數據與聯盟平均值進行比較，則宜參考OPS+。OPS+ = 100為聯盟平均，OPS+ > 100為優於聯盟平均，OPS+ < 100為劣於聯盟平均，OPS+亦可能為負值。
除此之外，因為上壘率與長打率的分母不同，上壘率分母為四死球+打數+犧牲飛球，長打率分母為打數，所以也有棒球研究者質疑此數據之計算方式。另外此數據將上壘率與長打率視為一樣重要，也是被質疑的原因之一。

## 計算式
OPS的基本計算程式是：
{\displaystyle OPS=OBP+SLG}
在這裡OBP是上壘率，SLG是長打率。它們的計算公式是：
{\displaystyle OBP={\begin{matrix}{\frac {H+BB+HBP}{AB+BB+SF+HBP}}\end{matrix}}}
和
{\displaystyle SLG={\begin{matrix}{\frac {TB}{AB}}\end{matrix}}}
在這裡：
- H = 安打
- BB =被四壞球保送
- HBP = 被觸身球次數
- AB = 打數
- SF = 高飛犧牲打
- TB = 壘打數